# Leonard Nelson

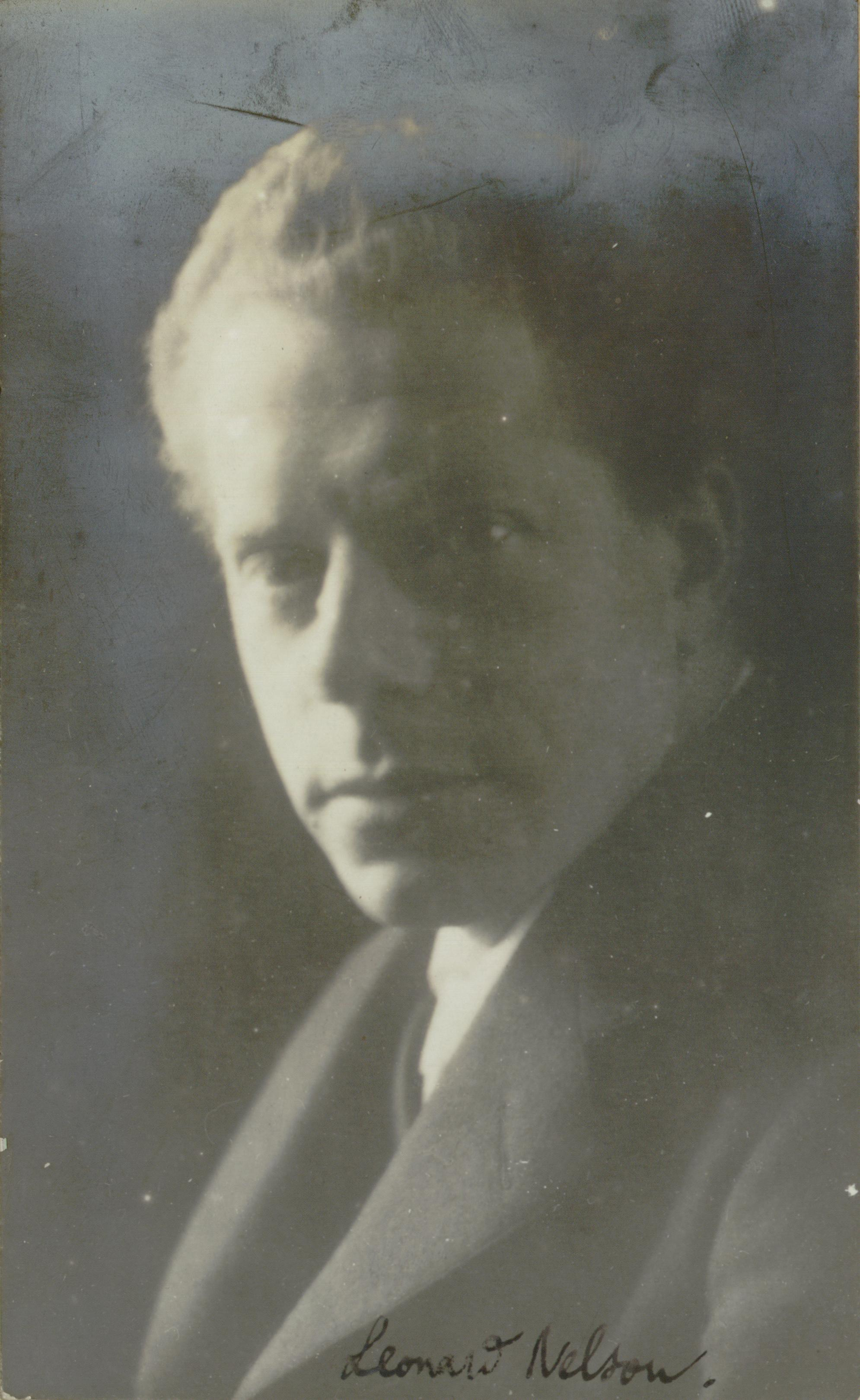
Leonard Nelson in 1922

Leonard Nelson (1882-1927) was een Duitse filosoof en wiskundige. Hij was neo-kantiaan, leider van de Friese School en een vriend van de wiskundige David Hilbert. en blies de socratische methode nieuw leven in.

## Leven
Nelson werd geboren in Berlijn als enige zoon van een advocaat en een schilderes. Zijn vader stamde uit een koopmansgeslacht en was naast zijn werk als jurist literair actief. Zijn moeder telde onder meer Moses Mendelssohn onder haar voorouders. Tot de kennissenkring behoorden de classicus Wilamowitz-Möllendorf, de filosoof en socioloog Simmel en de natuurfilosoof Emile du Bois-Reymond.
Nelson studeerde filosofie en wiskunde in Berlijn, Heidelberg en Göttingen. Zijn dissertatie over een wetenschappelijke grondslag voor de ethiek werd aanvankelijk afgewezen. In 1909 habiliteerde hij zich in Göttingen in de filosofie, werd aldaar privaatdocent en vanaf 1919 buitengewoon hoogleraar. Nelson sloot zich aan bij de natuurwetenschappelijke afdeling van de filosofische faculteit. Ook zijn kennissenkring uit deze periode bestond voor een belangrijk gedeelte uit exacte wetenschappers, onder meer de wiskundige David Hilbert, de fysicus Max Born en de logicus en wiskundige Paul Bernays.

## Filosofie
Nelsons filosofische standpunten zijn ingrijpend beïnvloed door Kant, Fries en diens leerling Apelt. Vanaf 1904 publiceerde Nelson de Neue Folge der Abhandlungen der Friesschen Schule. Zijn eerste geschriften in deze periode gaan over de inhoud en het belang van de kritische methode in de filosofie, over kentheorie en over filosofie van de wiskunde (niet-euclidische meetkunde, de paradoxen van Russell en Burali-Forti). In 1908 was hij medeoprichter van de Akademische Freibund, een liberale vereniging die aansluiting zocht bij de arbeidersbeweging, en in 1909 van de Jakob Friedrich Fries Gesellschaft, die de filosofie van Fries verder wilde ontwikkelen en verspreiden. Nelson richtte zich in 1914 scherp tegen het uitbreken van de oorlog (die bij vele socialisten tot een uitwas van nationalisme leidde). In 1917 richtte hij de Internationale Jugend Bund op, die een dam moest vormen tegen nationalisme en irrationalisme.

## Neokantianisme
Filosofisch behoort Leonard Nelson tot de veel bredere stroming van het neokantianisme, dat vanaf de zestiger jaren van de 19de eeuw tot in de twintiger jaren van de 20e eeuw het filosofisch toneel in Duitsland beheerste. Deze stroming bestond uit verschillende, elkaar gedeeltelijk bestrijdende scholen, die ieder min of meer aan een bepaalde universiteit gebonden waren. De belangrijkste van deze scholen waren de natuurwetenschappelijk georiënteerde Marburger school (Cohen, Natorp, Cassirer) en de meer op de waardenfilosofie gerichte Badense school (Windelband, Rickert). Nelsons school staat bekend als de Göttinger school of Neo-Friesianisme.

## Praktische politiek
Nelsons praktische politiek werd uitdrukkelijk gedragen door zijn theoretische filosofie, neergelegd in zijn in 1917 verschenen Kritik der praktischen Vernunft. Hoogste eis van de ethiek is de rechtvaardigheid die verbiedt de persoon als middel te gebruiken. Deze eis wordt uitgedrukt in de regel: Handel nooit zo dat je niet ook in je handeling zou kunnen toestemmen als de belangen van degenen die erdoor geraakt worden je eigen belangen waren. Op grond daarvan vindt hij dat elke uitbuiting bestreden moet worden, zowel op economisch gebied (anti-kapitalisme) als op cultureel gebied (anti-clericalisme).

## Socialisme
Na de Eerste Wereldoorlog werden Nelsons opvattingen in toenemende mate militant, zonder dat hij echter de theoretische grondslag van zijn werk losliet. Van het burgerlijke idealisme verwachtte hij niet veel meer; hij richtte zich meer en meer tot de socialistische arbeidersjeugd. Tegelijkertijd kwamen hij en zijn volgelingen in steeds scherpere tegenstelling te staan tot de Sozialdemokratische Partei Deutschlands; geschilpunten waren vooral Nelsons kritiek op het marxisme en zijn verwerping van de (Weimar-)democratie. Eind 1925 nam het bestuur van de SDAP een onverenigbaarheidsbesluit, dat praktisch neerkwam op een royement van de Nelsonianen. Als antwoord daarop richtte Nelson begin 1926 de Internationale Sozialistische Kampf-Bund (ISK) op.

## Pedagogiek
Uit dezelfde periode van politieke activiteit dateren ook zijn pedagogische experimenten. In 1924 stichtte hij de Philosophisch-Politische Akademie en startte zijn onderwijsexperiment in het Landeserziehungsheim Walkemühle bij Melsungen (ten zuiden van Kassel). De eerste was bedoeld voor de vorming van kader voor de ISK, het tweede moest dienen voor de opvoeding van kinderen in waarheidsliefde en zelfvertrouwen. Nelson was van mening dat het onderwijssysteem dermate gecorrumpeerd was, dat alleen een radicaal opnieuw beginnen nog uitkomst zou kunnen bieden.

## Praktische voortzetting

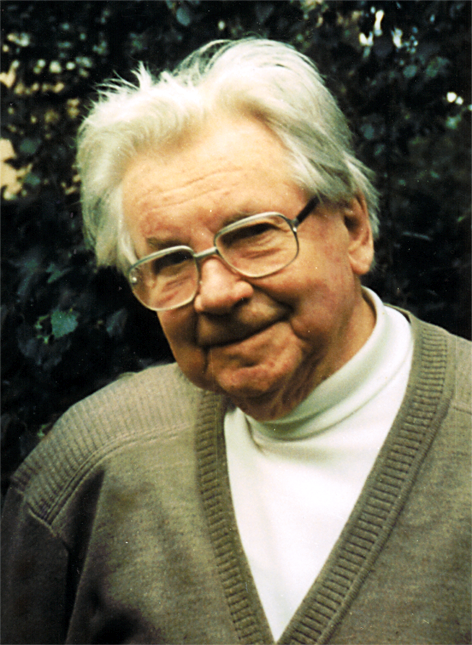
Gustav Heckmann

Nelson stierf onverwacht in het najaar van 1927. Zijn politieke en pedagogische werk werd echter door leerlingen voortgezet. Minna Specht en Gustav Heckmann leidden de school, die na de sluiting door de Nazi's in 1933 naar Denemarken verhuisde. De ISK vormde een van de belangrijkste kernen van het ondergrondse verzet tegen de Nazi's. Vele leden ervan lieten het leven in de Nazi-tijd. In 1945 fuseerde de bond met de SPD, waarin sommige Nelsonianen (Willi Eichler) een belangrijke rol hebben gespeeld.
Het werk van Nelson en Heckmann wordt voortgezet door de Duitse Philosophisch Politische Akademie en de Gesellschaft für Sokratisches Philosophieren, die jaarlijks verschillende langer durende socratische gesprekken organiseren (in Duits en Engels). Ook in Nederland worden deze aangeboden, onder andere aan de Internationale School voor Wijsbegeerte te Leusden.